# Dicranoloma angustinerve
Dicranoloma angustinerve là một loài Rêu trong họ Dicranaceae. Loài này được (Mitt.) Paris mô tả khoa học đầu tiên năm 1904.